# Quarto Mundo
Em 1969, o Padre Joseph Wresinski usou o termo Quarto Mundo para designar as pessoas que vivem em extrema pobreza em qualquer país do mundo e, desse modo, fundar o movimento: ATD Quart Monde ("Agir Tous pour la Dignité Quart Monde" - Ação de Todos pela Dignidade do Quarto Mundo).
A escolha do termo, teve sua origem nos "Cahiers du Quatrième Ordre" (Cadernos da Quarta Ordem), obra publicada, em 25 de abril de 1789, por Louis Pierre Dufourny de Villiers, para defender os interesses daqueles que estavam excluídos da escolha dos representantes do Terceiro estado para a Assembleia dos Estados Gerais, pois não podiam pagar os impostos necessários para ter o direito de representação nesse corpo social.
Em 1901, Giuseppe Pellizza da Volpedo pintou o quadro "Il Quarto Stato" (O Quarto Estado).

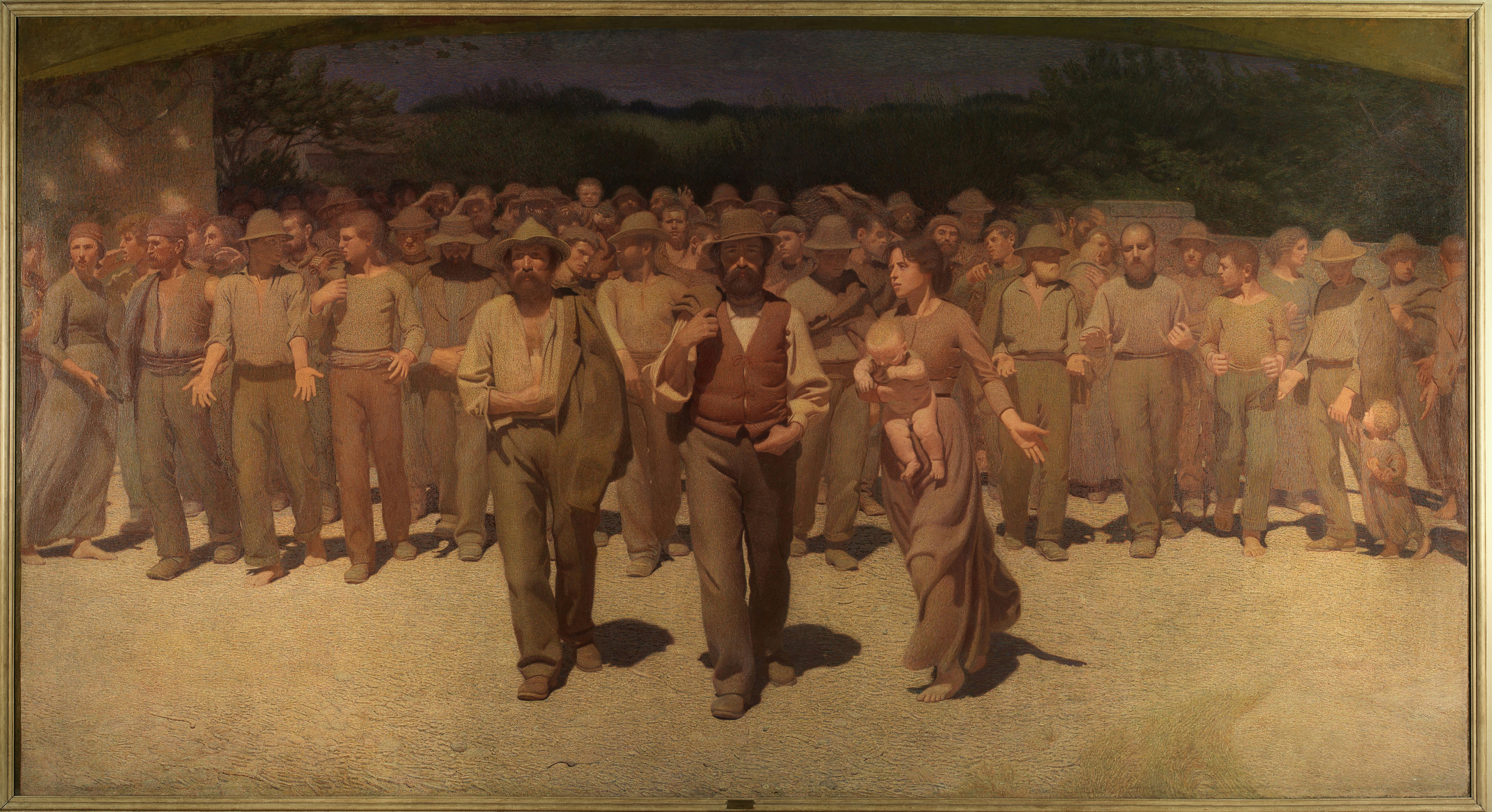
Il Quarto Stato, pintura de 1901, de Giuseppe Pellizza da Volpedo

O termo Quarto mundo também pode referir-se a povos nômades, pastorais e caçadores-coletores, que vivem além da norma industrial moderna.
Na França, o conceito de "le quart monde", o Quarto Mundo, refere-se à população pobre ou miserável oriunda do Terceiro Mundo e que vive nos países desenvolvidos do Primeiro Mundo.
De acordo com a Teoria dos Mundos, Quarto mundo são as nações internacionalmente reconhecidas, mas não independentes, por exemplo, o Curdistão e o Tibete.